# Nguyễn Sáng
Nguyễn Sáng (1 tháng 8 năm 1923 – 16 tháng 12 năm 1988) là một danh họa người Việt Nam. Ông là hoạ sĩ đầu tiên người thiết kế con tem bưu chính cách mạng đầu tiên của Việt Nam. Nguyễn Sáng cũng là hoạ sĩ duy nhất có 2 tác phẩm hội hoạ được Nhà nước Việt Nam công nhận là bảo vật quốc gia. Ông đã được truy tặng giải thưởng Hồ Chí Minh về Văn học – nghệ thuật vào năm 1996.

## Tiểu sử

### Đầu đời và sự nghiệp ban đầu
Họa sĩ Nguyễn Sáng tên đầy đủ là Nguyễn Văn Sáng. Nguyễn Sáng sinh ngày 1 tháng 8 năm 1923 tại làng Điều Hòa, tỉnh Mỹ Tho (nay thuộc thành phố Mỹ Tho, tỉnh Tiền Giang). Gia đình Nguyễn Sáng thuộc tầng lớp trung lưu. Mẹ ông làm nghề kinh doanh, cha làm giáo viên, anh trai cả của ông làm công chức, trong khi người em trai dạy tiếng Anh ở Sài Gòn.
Nguyễn Sáng đã bộc lộ niềm yêu thích hội hoạ từ khi còn nhỏ. Trong 2 năm 1936–1938, ông học Trường mỹ thuật Gia Định. Năm 1939, ông thi đỗ vào Trường Cao đẳng Mỹ thuật Đông Dương khóa 14 (1940). Tháng 8 năm 1945, ông tham gia tổng khởi nghĩa ở Hà Nội. Cuối tháng 12 năm 1946, Nguyễn Sáng lên chiến khu Việt Bắc để tham gia công việc kháng chiến bằng hội hoạ.

### Thời kỳ chiến tranh
Trong thời kỳ chiến tranh Đông Dương, các tác phẩm chính của Nguyễn Sáng chủ yếu là những ký họa. Hai tác phẩm đáng chú ý nhất của ông là "Tình quân dân", khắc gỗ màu năm 1951 và "Giặc đốt làng" có thể coi là sáng tác sơn dầu có kích thước lớn và hoàn chỉnh nhất của ông trong hoàn cảnh chiến tranh khó khăn, thiếu thốn. Đóng góp đầu tiên của Nguyễn Sáng cho nền văn nghệ phục vụ chiến tranh phải là việc thiết kế bộ tem bưu chính đầu tiên của nước Việt Nam Dân chủ Cộng hòa phát hành năm 1946 cũng như cùng một số họa sĩ tham gia vẽ mẫu giấy bạc (còn gọi là giấy bạc "Cụ Hồ") cho Bộ Tài chính. Nguyễn Sáng cũng là người thiết kế con tem bưu chính cách mạng đầu tiên của Việt Nam mang chân dung Hồ Chí Minh. Năm 1954 khi chính quyền Việt Nam Dân chủ Cộng hòa tiếp quản Hà Nội, ông vẽ minh họa cho các báo Văn, báo Tổ quốc, tạp chí Văn nghệ và sáng tác các tác phẩm với nhiều chất liệu về tranh phong cảnh, chân dung phụ nữ và trẻ em và các đề tài khác. Dù được xem là có sự đóng góp đáng kể nhưng từng có giai đoạn ông không được công nhận và bị nhiều người tỏ ra thành kiến.
Bức tranh "Kết nạp Đảng ở Điện Biên Phủ" vẽ năm 1963 là tác phẩm được giới chuyên môn đánh giá cao nhất về kỹ thuật sơn mài truyền thống của Nguyễn Sáng cũng như việc thể hiện truyền tải tinh thần kháng chiến của nhân dân đất nước ông. Bức tranh cuối cùng của ông có tên là "Vũ trụ", là bức tranh đắt nhất mà Nguyễn Sáng vẽ được một doanh nhân người Mỹ trả giá 1 triệu USD. "Vũ trụ" từng được Nguyễn Sáng giới thiệu ở triển lãm cá nhân duy nhất của ông tại Hà Nội năm 1984. Tại triển lãm này, tác phẩm vượt lên trở thành một bức tranh được trả giá rất cao nhưng họa sĩ này chỉ bán cho một người bạn với giá rẻ.

### Triển lãm nghệ thuật của bản thân
Đặng Thị Khuê là người đầu tiên đến gặp Nguyễn Sáng để đặt vấn đề tổ chức triển lãm cá nhân cho ông. Năm 1982, người vợ của ông qua đời sau 11 tháng chung sống. Khi gặp Nguyễn Sáng, Đặng Thị Khuê cho biết trong căn phòng nhỏ của ông còn duy nhất bức tranh người vợ. Khi đó ông đang sống trong một căn phòng 13m2 trên tầng 3 của căn nhà tại 65 phố Nguyễn Thái Học. Bảng vẽ của ông là nền nhà căn phòng, cũng là nơi ông thường vẽ rất nhiều trên sàn bằng phấn, vẽ xong lại xoá đến khi nào ưng ý mới đưa lên tranh.
Đặng Thị Khuê đã cùng Lương Xuân Đoàn (người về sau là chủ tịch hội Mỹ thuật Việt Nam) cùng những người khác đã đi khắp cả nước mượn tranh Nguyễn Sáng về để làm triển lãm. Hơn 100 bức tranh được tập hợp, lần đầu tiên công bố sự nghiệp của một tác giả đã có 40 năm hoạt động trong nghệ thuật của Nguyễn Sáng. Lễ khai mạc có rất nhiều văn nghệ sĩ trí thức Hà Nội tới tham quan, Nguyễn Sáng chỉ nói một câu: "Tôi chẳng có gì đâu, ngoài một tấm lòng và hai bàn tay trắng". Ông đã coi triển lãm duy nhất trong đời mình ở Bảo tàng Mỹ thuật Việt Nam tại Hà Nội như là ngày sinh nhật lần thứ hai của mình. Triển lãm cá nhân của họa sĩ Nguyễn Sáng tổ chức đã mở đầu cho một thời kỳ mới tại hội hoạ Việt Nam trong đó cá nhân nghệ sĩ đóng vai trò quyết định.
Sau cuộc triển lãm các tác phẩm của mình, Nguyễn Sáng chuyển vào miền Nam Việt Nam sinh sống. Ông vào miền Nam để nương tựa nhờ người em, nhưng vừa vào thì người em qua đời đột ngột. Không còn nơi nương tựa, ông đành ở lại sống Thành phố Hồ Chí Minh trong sự "nhung nhớ" Hà Nội.

### Đời tư
Theo họa sĩ Bùi Thanh Phương (con trai của danh họa Bùi Xuân Phái) cho biết, trước Cách mạng tháng Tám, Nguyễn Sáng đã có một người vợ là người Pháp lai. Đến khi chiến tranh xảy ra thì người phụ nữ này rời Việt Nam về Pháp. Nguyễn Sáng đã sống một mình hơn 30 năm. Đến năm 1978, ông gặp một người phụ nữ tên Nguyễn Thị Thủy (sinh năm 1955) và sau đó làm lễ thành hôn với bà. Tuy nhiên người phụ nữ này cũng qua đời sau 1 năm chung sống với Nguyễn Sáng vì bệnh tim, khiến ông bị suy sụp tinh thần nghiêm trọng.
Một người bạn thân thiết trong ngành nghề của ông nói rằng Nguyễn Sáng là người "trực tính, dễ nổi nóng và thậm chí cộc cằn đến dễ sợ". Ông cũng tỏ ra không thích tiếp xúc, nhất là với đám trẻ. Nguyễn Sáng có lối sống khép kín, dành nhiều thời gian để suy tư và vẽ.

### Qua đời
Ở thời điểm cuối đời, Nguyễn Sáng sống trong nghèo khó và gần như không có điều kiện tài chính nên ông không thể thực hiện công việc hội hoạ, điều này trở thành một nỗi niềm khiến hoạ sĩ trăn trở. Trước khi qua đời không lâu, Nhà nước Việt Nam đã quyết định trao thưởng cho Nguyễn Sáng Huân chương Độc lập. Chi nhánh của Hội Mỹ thuật Việt Nam ở phía Nam chưa kịp làm lễ mừng thì ông đã qua đời ngày 16 tháng 12 năm 1988.

## Phong cách hội họa
Nguyễn Sáng có khả năng sáng tác tranh với nhiều chất liệu từ màu sáp dầu đến sơn mài, từ tranh lụa đến tranh phấn màu. Tuy nhiên tranh sơn dầu vẫn là sở trường của hoạ sĩ. Ông vẽ nhiều bức tranh mang tính hoành tráng cùng những cảm nhận lịch sử chân thực mang tính cách mạng. Những hình tượng nghệ thuật thường được ông chắt lọc trên nền phẳng, ít màu nhưng có rất nhiều sắc độ nhằm mang lại không gian rõ nét. Trong hơn 100 tác phẩm để lại, Nguyễn Sáng có nhiều thể loại, đề tài nhưng những bức tranh làm nên tên tuổi của ông thường gắn liền với lịch sử cách mạng Việt Nam. Ông đã dành phần lớn thời gian, công sức, trí tuệ để sáng tác những tác phẩm mang chủ đề "tư tưởng của thời đại".
Do có sự gắn bó và niềm trân quý lớn lao với Hà Nội, nhiều sự đối lập giữa tính cách hai miền với nhau đã giúp Nguyễn Sáng thiết kế lại bản thân mình và quan điểm mỹ học của mình. Ông cũng từng nói rằng nếu không có Hà Nội thì sẽ không thể có ông. Một bài báo từ báo điện tử Thể thao & Văn hoá đã chỉ ra Nguyễn Sáng có sở thích vẽ mèo và ông có nhiều tác phẩm vẽ loài động vật này. Trong đó thường những tranh vẽ mèo của ông là bán trừu tượng.

## Nhận định
Nhiều nhà phê bình nghệ thuật đều sử dụng những từ như "khoẻ khoắn", "quả quyết" và "khoáng đạt", thậm chí là "mạnh bạo" và "phũ phàng" khi miêu tả tranh và phong cách thể hiện nghệ thuật trong việc biểu đạt hội hoạ của Nguyễn Sáng. Có ý kiến cho rằng vì nét vẽ "rất khỏe và khoáng đạt nhưng cũng lại rất mềm mại" nên tranh của Nguyễn Sáng có nét tương đồng với tranh dân gian Đông Hồ, Hàng Trống. Bên cạnh những tác phẩm mang đề tài cách mạng và tranh chân dung, Nguyễn Sáng còn được đánh giá cao ở những tác phẩm tranh mang bố cục lớn. Ngôn ngữ hội hoạ của ông có tầm khái quát cao, kết hợp nghệ thuật truyền thống với nghệ thuật hiện đại thế giới, đóng góp vào việc cách tân hội hoạ hiện đại Việt Nam. Nghệ thuật của Nguyễn Sáng gắn liền với lịch sử chiến tranh cách mạng. Theo VietNamNet, tác phẩm "Giờ học tập" của ông đã làm nên việc biến chất liệu sơn mài thành một chất liệu có khả năng mô tả hiện thực không kém gì tranh sơn dầu, vốn được xem là thách thức thời bấy giờ của các họa sĩ Việt Nam.

## Sự việc liên quan

### Tranh bị đánh tráo và làm giả
Tính đến trước ngày qua đời, số lượng tranh của Nguyễn Sáng để lại không nhiều. Theo nhà văn Nguyễn Huy Tưởng cho biết Nguyễn Sáng không có dụng cụ để vẽ. Nhưng trong nhiều năm qua, Nguyễn Sáng lại là một trong những danh họa Việt Nam có nhiều tác phẩm bị giả mạo lưu hành trên trường quốc tế nhiều nhất.
Bức chân dung bà Nguyễn Thị Ngọc Hà, đề ngày 30 tháng 4 năm 1978 là bức tranh lụa duy nhất của họa sĩ Nguyễn Sáng. Trong khoảng 2 năm 1993 và 1994, bức tranh có sự tương đồng y hệt bức chân dung bà Ngọc Hà đã bị bán đấu giá tại Singapore với giá 30 nghìn USD. Khi bức tranh được bán cho một nhà sưu tập người Đức, bức tranh đã bị phát hiện là giả. Nhà sưu tập này đã qua Việt Nam để kiểm chứng thông tin và sau đó sang Singapore khởi kiện nơi bán đấu giá buộc phải trả lại tiền. Có thông tin cho thấy bức tranh giả trên bán ra từ bộ sưu tập của một người đàn ông đã qua đời.
Chủ sở hữu bức tranh bà Nguyễn Thị Ngọc Hà là ông Nguyễn Kim Sơn. Người đàn ông này cũng từng sở hữu bức tranh chân dung của Nguyễn Sáng vẽ cho mẹ mình. Cuối năm 1997 trong khi đang tu sửa nhà, ông Nguyễn Kim Sơn đã để mất bức tranh thật khi bị đánh tráo với bức tranh giả.
Năm 2019, có thông tin cho rằng Sotheby's đang bán bức tranh đề tên Nguyễn Sáng, nhưng một nữ họa sĩ tên Nguyễn Thị Hiền lên tiếng khẳng định phong cách nghệ thuật của bức tranh này hoàn toàn khác nguyễn Sáng và khẳng định nó là giả mạo và bị bán với mức giá "bèo bọt".

### Các sự việc khác
Bức tranh "Em tôi" của Nguyễn Sáng trưng bày tại bảo tàng Mỹ thuật Thành phố Hồ Chí Minh cũng đã có dấu hiệu hư hại từ năm 2008 sau một cuộc triển lãm ở Áo. Năm 2017, theo một ý kiến cho rằng hai bức tranh có tên "Thống nhất" ký tên danh họa Nguyễn Sáng treo tại Cục Mỹ thuật là tranh giả. Theo ý kiến này, có một người đã cố chép lại tranh của Nguyễn Sáng. Tuy nhiên ông Vi Kiến Thành đã khẳng định hai bức tranh của danh họa Nguyễn Sáng được treo tại Cục là do tác giả tự tay chép bản thứ hai để tặng đơn vị này.

## Vinh danh
Tên tuổi của Nguyễn Sáng được ghi trong Từ điển Bách khoa Larousse ở Pháp. Ông đã được nhà nước Việt Nam truy tặng giải thưởng Hồ Chí Minh về văn học – nghệ thuật đợt 1 vào năm 1996. Cùng với các họa sĩ Tô Ngọc Vân, Trần Văn Cẩn, Nguyễn Gia Trí, Nguyễn Sáng là một trong 4 họa sĩ được Thủ tướng Chính phủ Việt Nam quyết định công nhận tác phẩm mỹ thuật là bảo vật quốc gia đợt 2 (năm 2014). Trong đó, 2 tác phẩm tranh sơn mài "Kết nạp Đảng ở Điện Biên Phủ" và "Thanh niên thành đồng" của Nguyễn Sáng được công nhận là bảo vật quốc gia. Cho đến năm 2023, ông vẫn là họa sĩ duy nhất có 2 tác phẩm được Nhà nước VIệt Nam công nhận là Bảo vật quốc gia. Nhiều trang báo chí thường vinh danh ông là người đứng đầu trong bộ tứ thế hệ thứ 2 của danh họa Việt Nam là Nghiêm–Liên–Sáng–Phái.
Ở tỉnh Thái Bình hiện có một căn nhà nhỏ đang thờ cúng Nguyễn Sáng bằng bức ảnh duy nhất của ông. Bức ảnh này do Trần Độ chụp. Tại thành phố Mỹ Tho, quê hương họa sĩ cũng đã có một đường phố mang tên ông. Một chương trình trò chuyện nghệ thuật về Nguyễn Sáng do Bảo tàng Mỹ thuật Việt Nam tổ chức sáng ngày 29 tháng 7 năm 2023, nhân kỷ niệm 100 năm ngày sinh của họa sĩ đã diễn ra. Ngày 29 tháng 7 năm 2023, Bộ Thông tin và Truyền thông cùng Tổng công ty Bưu điện Việt Nam công bố sẽ phát hành bộ tem bưu chính nhân kỷ niệm 100 năm sinh họa sĩ Nguyễn Sáng gồm 1 mẫu tem với giá mặt 4.000đ có kích thước 46 x 31mm. Bộ tem này được phát hành trong ngày khai mạc trong khuôn khổ chương trình Triển lãm tem bưu chính Đồng bằng sông Cửu Long lần 4 và được cung ứng trên mạng lưới bưu chính từ ngày phát hành đến ngày 30 tháng 6 năm 2025.

### Đấu giá và trưng bày
Bức tranh "Mèo vờn nhau" của danh họa Nguyễn Sáng đã được mua với giá kỷ lục 101.000 USD trong phiên đấu giá diễn ra vào ngày 27 tháng 8 năm 2017 tại Hà Nội. Đây là lần đầu tiên tại thị trường đấu giá Việt Nam, có một tác phẩm hội họa đã lập mức giá kỷ lục khi vượt ngưỡng 100.000 USD.
Năm 2019, một triển lãm giới thiệu khoảng 100 tác phẩm của 23 họa sĩ nổi tiếng, phản ánh nhiều giai đoạn khác nhau của hội họa Việt Nam tại Hà Nội đã được tổ chức. Nhà sưu tập tranh của Nguyễn Sáng đã giới thiệu bộ tranh ký họa của ông gồm 48 bức bằng màu nước, chì màu, bút sắt. Người mua lại từ gia đình em trai Nguyễn Sáng là Nguyễn Hoa. Ngoài tác phẩm, nhà sưu tập giới thiệu hai chiếc ghế đẩu gỗ. Đây là hai chiếc ghế gắn bó với Nguyễn Sáng trong suốt thời gian ông sáng tác và sinh sống tại phố Nguyễn Thái Học, Hà Nội.

## Danh sách tác phẩm lớn

Kết nạp Đảng ở Điện Biên Phủ, sơn mài, 1963

Dưới đây là danh sách tác phẩm lớn được nhắc đến của Nguyễn Sáng, không bao gồm những tranh chân dung.
Danh sách này không đầy đủ, bạn cũng có thể giúp mở rộng danh sách.
- Góc học tập (sơn mài)
- Giặc đốt làng tôi (1953)
- Mỏ Cẩm Phả (1962, sơn dầu)
- Kết nạp Đảng ở Điện Biên Phủ (1963, sơn mài)
- Bộ đội trú mưa (1970, sơn mài)
- Thành đồng Tổ quốc (1978, sơn mài)
- Thanh niên thành đồng (1978, sơn mài)
- Mèo vờn nhau (1979, sơn mài)
- Thống nhất (1980)
- Vũ trụ (1984, sơn mài)